# Natació als Jocs Olímpics d'estiu de 1912 - 200 metres braça masculins
Els 200 metres braça masculins va ser una de les nou proves de natació que es disputaren als Jocs Olímpics d'Estocolm de 1912. Era la segona vegada que es disputava aquesta prova en uns Jocs, després que fossin introduïts el 1908. La competició es disputà entre el 7 i el 12 de juliol de 1912. Hi van prendre part 24 nedadors procedents d'11 països. Alemanya va dominar la competició, aconseguint les tres medalles en joc.

## Medallistes
| Or                 | Plata                | Bronze             |
| Walter Bathe (GER) | Wilhelm Lützow (GER) | Paul Malisch (GER) |

## Rècords
Aquests eren els rècords del món i olímpic que hi havia abans de la celebració dels Jocs Olímpics de 1912.
| Rècord del Món | 3:00.8 | Félicien Courbet | Schaerbeek (BEL) | 2 d'octubre de 1910  |
| Rècord Olímpic | 3:09.2 | Frederick Holman | Londres (GBR)    | 18 de juliol de 1908 |

Els alemanys no sols guanyaren les tres medalles, sinó que també establiren un nou rècord olímpic. Lützow el millorà en la primera sèrie i posteriorment Bathe també el millorà en cadascuna de les tres curses que disputà, deixant el rècord, en la final, en 3:01.8.

## Resultats

### Quarts de final
Els dos primers de cada sèrie i el millor tercer passen a semifinals.
Sèrie 1
| Posició | Nedador                | Temps  | Qual. |
| ------- | ---------------------- | ------ | ----- |
| 1       | Wilhelm Lützow (GER)   | 3:07.4 | QS OR |
| 2       | Thor Henning (SWE)     | 3:14.0 | QS    |
| 3       | Lennart Lindroos (FIN) | 3:16.6 | qs    |
| 4       | Frank Schryver (ANZ)   | 3:24.0 |       |

Sèrie 2
| Posició | Nedador               | Temps  | Qual. |
| ------- | --------------------- | ------ | ----- |
| 1       | Paul Malisch (GER)    | 3:08.8 | QS    |
| 2       | Arvo Aaltonen (FIN)   | 3:13.0 | QS    |
| 3       | Nils Andersson (SWE)  | 3:20.6 |       |
| 4       | Josef Wastl (AUT)     | 3:25.6 |       |
| 5       | Georgy Baimakov (RUS) | 3:29.0 |       |

Sèrie 3
| Posició | Nedador                | Temps  | Qual. |
| ------- | ---------------------- | ------ | ----- |
| 1       | Carlyle Atkinson (GBR) | 3:12.0 | QS    |

Sèrie 4
| Posició | Nedador                  | Temps  | Qual. |
| ------- | ------------------------ | ------ | ----- |
| 1       | Walter Bathe (GER)       | 3:03.4 | QS OR |
| 2       | Percy Courtman (GBR)     | 3:09.8 | QS    |
| 3       | Fredrik Löwenadler (SWE) | 3:22.2 |       |
| —       | Mike McDermott (USA)     | DSQ    |       |

Sèrie 5
| Posició | Nedador                | Temps  | Qual. |
| ------- | ---------------------- | ------ | ----- |
| 1       | Félicien Courbet (BEL) | 3:12.6 | QS    |
| 2       | Pontus Hanson (SWE)    | 3:14.2 | QS    |
| —       | George Innocent (GBR)  | DSQ    |       |
| —       | Audun Rusten (NOR)     | DSQ    |       |

Sèrie 6
| Posició | Nedador                | Temps  | Qual. |
| ------- | ---------------------- | ------ | ----- |
| 1       | Oszkár Demján (HUN)    | 3:07.8 | QS    |
| 2       | Harald Julin (SWE)     | 3:12.8 | QS    |
| 3       | Herman Cederberg (FIN) | 3:18.6 |       |
| 4       | Vilhelm Lindgrén (FIN) | 3:21.2 |       |
| 5       | Sven Hanson (SWE)      | 3:24.4 |       |
| 6       | Oscar Hamrén (SWE)     |        |       |

### Semifinals
Els dos primers de cada sèrie i el millor tercer passen a la final.
| Posició | Nedador                | Temps  | Qual. |
| ------- | ---------------------- | ------ | ----- |
| 1       | Paul Malisch (GER)     | 3:09.6 | QF    |
| 2       | Thor Henning (SWE)     | 3:10.4 | QF    |
| 3       | Harald Julin (SWE)     | 3:10.6 |       |
| 4       | Lennart Lindroos (FIN) | 3:11.6 |       |
| 5       | Carlyle Atkinson (GBR) | 3:15.2 |       |
| 6       | Arvo Aaltonen (FIN)    | 3:17.0 |       |

Semifinal 2
| Posició | Nedador                | Temps  | Qual. |
| ------- | ---------------------- | ------ | ----- |
| 1       | Walter Bathe (GER)     | 3:02.2 | QF OR |
| 2       | Wilhelm Lützow (GER)   | 3:04.4 | QF    |
| 3       | Percy Courtman (GBR)   | 3:09.4 | qf    |
| 4       | Oszkár Demján (HUN)    | 3:11.2 |       |
| 5       | Félicien Courbet (BEL) | 3:11.6 |       |
| —       | Pontus Hanson (SWE)    | DNF    |       |

### Final
| Posició | Nedador              | Temps     |
| ------- | -------------------- | --------- |
| 1       | Walter Bathe (GER)   | 3:01.8 OR |
| 2       | Wilhelm Lützow (GER) | 3:05.0    |
| 3       | Paul Malisch (GER)   | 3:08.0    |
| 4       | Percy Courtman (GBR) | 3:08.8    |
| —       | Thor Henning (SWE)   | DNF       |